# Hydrellia tibialis
Hydrellia tibialis är en tvåvingeart som beskrevs av Cresson 1917. Hydrellia tibialis ingår i släktet Hydrellia och familjen vattenflugor. Arten har ej påträffats i Sverige. Inga underarter finns listade i Catalogue of Life.